# Mongolisk skrift
Mongolisk skrift (, mongγol bičig; kyrilliska: монгол бичиг), eller hudum-mongolisk skrift (att jämföras med todo-mongolisk skrift också känd som klarskrift), var det första av många skriftsystem som skapades för det mongoliska språket. Det var också den mest framgångsrika fram till införandet av den kyrilliska skriften i Mongoliet år 1946. Den klassiska vertikala skriften används idag, med några smärre ändringar, i Inre Mongoliet i Kina för att skriva både mongoliska och evenki.

## Historia

### Uiguriskliknande mongolisk skrift
Under ett krig mot naimanerna kring år 1204 kidnappades den uiguriske skrivaren Tatar-Tonga av mongolerna. Han introducerade den uiguriska skriften och anpassade den för att skriva mongoliska. Inga betydande förändringar av skriften gjordes under de första seklen. Exempelvis stod initialt yodh för både [dʒ] och [j] medan medialt tsadi stod för både [dʒ] och [tʃ]. Det fanns inte heller någon bokstav för initialt [d]. Först på 1700- och 1800-talet kom två varianter av yodh att uppstå; en mjukare variant förknippades med [dʒ] och en kantigare med [j].

### Ali-Gali
År 1587 utarbetade Ayuush Güüsh (Аюуш гүүш) ett antal extra tecken för att transkribera språkljud i främmande språk som tibetanska, kinesiska och sanskrit. Denna utökning är känd vid namnet Ali-Gali (Али-гали). 

## Skrivriktning
Mongolisk skrift skrivs vertikalt. Den uiguriska skriften och dess avkommor – mongolisk, manchuisk och klarskrift – är de enda vertikala skrifter som skrivs från vänster till höger. Det kommer sig av att uigurerna roterade sin sogdisk-baserade skrift, som från början skrevs från höger till vänster, ett kvarts varv moturs för att efterlikna kinesisk skrift men utan att förändra de enskilda bokstävernas ömsesidiga orientering.

## Bokstäverna
Bokstäverna antar olika form beroende på om de befinner sig i initial, medial eller final ställning i ett ord. Ibland finns det ytterligare varianter som då väljs för en bättre visuell harmoni med efterföljande bokstav.
Skriften skiljer inte på vissa vokaler och konsonanter då detta inte var nödvändigt för uiguriska. Ibland undviks tvetydighet genom krav på vokalharmoni. Vidare finns det få ord med en helt identisk stavning så tvetydighet är sällan ett problem.

## Härledda skrifter

### Oiratisk klarskrift
År 1648 skapade den oiratiske munken Zaya-pandita Namkhaijamco denna variant med målet att föra det skrivna språket närmre det faktiska uttalet och även göra det lättare att transkribera tibetanska och sanskrit. Denna skrift användes av kalmuckerna i Ryssland fram till 1924 då den ersattes av den kyrilliska. I Xinjiang i Kina används den fortfarande av oiraterna.

### Vaghintaraskrift
En annan variant utvecklades år 1905 av en burjatisk munk kallad Agvan Dorzjijev. Den var tänkt att minska tvetydigheterna och att även stödja ryska. Den största förändringen var dock avskaffandet av de olika positionsspecifika formerna av samma bokstav. Alla bokstäver baserades på de mediala formerna ur den ursprungliga skriften.

## Datoranvändning
I Unicode befinner sig mongolisk skrift i blocket U+1800 – U+18AF. Detta inkluderar bokstäver, siffror och skiljetecken för mongolisk skrift, todo, xibe och manchu samt utökningar för transkription av sanskrit och tibetanska.
De facto-standarden för mongoliska är dock inte Unicode. I Inre Mongoliet används en mjukvara kallad Menksoft IME. Unicode har fått större användning efter att Windows Vista introducerade stöd för det 2007. Det finns dock problem där med skrivriktningen och andra saker.